# Giorgio Sacchetti
Giorgio Sacchetti (Castelfranco di Sopra, 2 ottobre 1951) è uno storico italiano.

## Biografia
Storico dell'anarchismo e del movimento operaio; studioso di labour history ha dedicato numerose ricerche ai mestieri non fordisti (minatori, macchinisti). Laureato in Scienze Politiche all’Università di Firenze nel 1983. Ha conseguito il dottorato di ricerca in Storia del movimento sindacale all’Università di Teramo nel 2002. È stato borsista presso la Fondazione “Luigi Salvatorelli”; ha collaborato in progetti di ricerca con l’Ècole française de Rome e con l’Università di Rio de Janeiro. Ha ottenuto l’abilitazione scientifica nazionale per professore associato in Storia contemporanea nel 2012, confermata nel 2018. Ha insegnato nelle università di Padova e Roma Tre. È membro della Società Italiana per lo Studio della Storia Contemporanea; socio fondatore della Società Italiana di Storia del Lavoro e della Società Storica Aretina.

## Opere principali
- Sovversivi in Toscana (1900-1919), Todi (PG), Altre Edizioni, 1983, pp. 200;
- Otello Gaggi Vittima del fascismo e dello stalinismo, prefazione di I. Biagianti, Pisa, BFS, 1992 [nuova edizione 2015], pp. 112;
- Presenze anarchiche nell'aretino dal XIX al XX secolo, Pescara, Samizdat, 1999, pp. 275;
- Ugo Fedeli, G. Sacchetti (a cura di), Congressi e convegni della Federazione Anarchica Italiana. Atti e documenti (1944-1995), Pescara, Samizdat, 2001, pp. 576[1];
- Ligniti per la Patria. Collaborazione, conflittualità, compromesso. Le relazioni sindacali nelle miniere del Valdarno superiore (1915-1958), prefazioni di Sergio Cofferati ed Enzo Brogi, introduzione di Adolfo Pepe, Roma, Ediesse, 2002, pp. 358[2];
- Senza frontiere. Pensiero e azione dell'anarchico Umberto Marzocchi (1900-1986), prefazione di C. Venza, Milano, Zero in condotta, 2005, pp. 544[3][4];
- T. Marabini, G. Sacchetti, R. Zani, Attilio Sassi detto Bestione. Autobiografia di un sindacalista libertario (1876-1957), a cura di Giorgio Sacchetti, introduzione di G. Gervasio Carbonaro, Milano, Zero in condotta, 2008, pp. 240+CD [nel CD allegato: Attilio Sassi / album fotografico e CGIL – Verbali Direttivi: gli interventi di Attilio Sassi (1945-1954) a cura di G. Sacchetti, pp. 140];
- Macchinista ferroviere. Il giornalismo sindacale di categoria in Italia durante la guerra europea (1914-1918), prefazione di M. Antonioli, “Quaderni della Fondazione Luigi Salvatorelli” 8, Roma, ARACNE, 2008, pp. 64[5];
- Sovversivi e squadristi. 1921: alle origini della guerra civile in provincia di Arezzo, prefazione di F. Fabbri, Roma, ARACNE, 2010, pp. 324;
- G. Berti, G. Sacchetti (a cura di), Un libertario in Europa. Camillo Berneri: fra totalitarismi e democrazia. Atti del convegno di studi storici, Arezzo, 5 maggio 2007, Reggio Emilia, Archivio fam. Berneri A. Chessa, 2010, pp. 274[6][7];
- Lavoro, democrazia, autogestione. Correnti libertarie nel sindacalismo italiano (1944–1969), Roma, ARACNE, 2012, pp. 376;
- Renicci 1943. Internati anarchici: storie di vita dal Campo 97, Roma, ARACNE, 2013, pp. 236 [8];
- Carte di gabinetto. Gli anarchici italiani nelle fonti di polizia 1921-1991 (La Fiaccola, 2015);
- Vite di partito. Traiettorie esistenziali nel PCI togliattiano. Priamo Bigiandi (1900-1961) (ESI, 2016);
- Eretiche. Il Novecento di Marie Louise Berneri e Giovanna Caleffi (Biblion, 2017);
- Pugni chiusi. Storia transnazionale di un Sessantotto di periferia (Aska, 2018).
- Anarchia e violenza nella biografia politica di Errico Malatesta. Dalla Prima internazionale all'opposizione al fascismo in Errico Malatesta. Un anarchico nella Roma liberale e fascista, Pisa, BFS, 2018.